# Kurgan (Raión de Odesa)
Kurgan  (ucraniano: Курган) es una localidad del Raión de Odesa en el óblast de Odesa de Ucrania. Según el censo de 2001, tiene una población de 339 habitantes.